# NGC 2202
NGC 2202 is een open sterrenhoop in het sterrenbeeld Orion. Het hemelobject werd in 1825 ontdekt door de Duits-Russische astronoom Friedrich Georg Wilhelm Struve.